# Taça Chico Science
A Taça Chico Science foi um torneio amistoso criado pelo Santa Cruz em homenagem ao artista e torcedor do clube Chico Science, tendo tido duas edições.
O formato da competição era de partida única, realizada na primeira edição entre Santa Cruz x Žalgiris Vilnius no Estádio do Arruda no dia 22 de janeiro de 2015 às 20h, tendo 5.011 torcedores e renda de R$ 48.650.
A segunda edição teve o Flamengo como convidado e ocorreu em 24 de janeiro de 2016, no Estádio do Arruda. A partida teve transmissão pelo canal fechado Esporte Interativo. A partida terminou 3x1 para o Tricolor, com gols de Grafite, João Paulo e Arthur, o gol do Flamengo foi marcado por Willian Arão.

## Regulamento
A competição era disputada em partida única, realizada no Estádio do Arruda, com o time do Santa Cruz e outro time participante do torneio amistoso. O vencedor da partida era o campeão, mas se houvesse empate o título era decidido na disputa de pênaltis.

## Edições

### 2015
O formato da competição de 2015 foi organizado em partida única realizada no estádio do Arruda com o time do Santa Cruz e outro time participante foi um time internacional o Žalgiris Vilnius da Lituânia da cidade de Vilnius e o vencedor da partida seria o campeão mas se houvesse empate o titulo seria decidido na disputa de pênaltis e o campeão seria o vencedor.
| 22 de janeiro | Santa Cruz   | (10)1-1(11) | Žalgiris Vilnius | Arruda                                                       |
| 20h           | Waldison 44' | Relatório   | Adi Rocha 10'    | Público: 5,011 Renda: R$ 48.650,00 Árbitro: Anderson Freitas |

### 2016
O formato da competição de 2016 foi organizado em partida única realizada no estádio do Arruda com o time do Santa Cruz e outro time participante foi o Flamengo e o vencedor da partida seria o campeão mas ser houvesse empate o titulo e a ser decidido na disputa de pênaltis e o vencedor sera o campeão.
| 24 de janeiro | Santa Cruz                                        | 3 – 1     | Flamengo         | Arruda                                                               |
| 11h (UTC−3)   | Grafite 43' (pen) · João Paulo 52' · Arthur 90+1' | Relatório | 22' Willian Arão | Público: 15,858 Renda: R$ 264.570,00 Árbitro: PE Gilberto Castro Jr. |

### Resumo
| Edição | Ano  | Campeão          | Placar        | Vice       | Público | Renda         | Estádio |
| ------ | ---- | ---------------- | ------------- | ---------- | ------- | ------------- | ------- |
| 1      | 2015 | Žalgiris Vilnius | 1–1 (11x10 p) | Santa Cruz | 5.011   | R$ 48.650,00  | Arruda  |
| 2      | 2016 | Santa Cruz       | 3–1           | Flamengo   | 15.858  | R$ 264.570,00 | Arruda  |

## Títulos por clube
| Time             | Títulos | Vices |
| ---------------- | ------- | ----- |
| Santa Cruz       | 1       | 1     |
| Žalgiris Vilnius | 1       | 0     |
| Flamengo         | 0       | 1     |

## Participações por clube
| Part. | Equipes                    |
| ----- | -------------------------- |
| 2     | Santa Cruz                 |
| 1     | Flamengo, Žalgiris Vilnius |